# Arantzazu (Biscaye)
Pour les articles homonymes, voir Arantzazu.
Arantzazu en basque ou Aránzazu en espagnol est une commune de Biscaye dans la communauté autonome du Pays basque en Espagne.
Le nom officiel de la ville est Arantzazu.

## Toponymie
Étymologiquement Aranzazu signifie lieu d'aubépines en basque. Arantza ( aubépine) et du suffixe abondanciel -(t)zu. Outre cette commune de Biscaye, un quartier d'Oñati (Guipuscoa) et autre de Gordexola (Biscaye) portent le même nom. Le Sanctuaire d'Arantzazu est très célèbre.
En basque, le nom du village est transcrit comme Arantzazu, en accord avec sa prononciation et l'orthographe moderne de la langue. Par accord de la séance plénière de la mairie on a changé le nom officiel de la municipalité d'Aránzazu en Arantzazu, en adoptant l'écriture du basque moderne, le batua. Ce changement a été officialisé par la résolution du 11 juin 1981 de la vice conseil d'administration locale, publiée dans le BOPV du 20 juillet.

## Démographie

### Quartiers
Les quartiers d'Arantzazu sont: Olarra et Zelaia.

### Sources
- (es) Cet article est partiellement ou en totalité issu de l’article de Wikipédia en espagnol intitulé « Aránzazu » (voir la liste des auteurs).